# 100億のLove Story
「100億のLove Story」（ひゃくおくのラヴ・ストーリー）は2005年8月17日に発売されたTHE ALFEE53枚目のシングル。

## 概要
TBS系ドラマ『こちら本池上署5』主題歌。
カップリング曲は「2005年大阪国際女子マラソン」イメージソング。
初回限定盤はDVD付属。本作のミュージック・ビデオが収録。
通常盤には1989年発売アルバム『DNA Communication』収録曲「悲しみが消える時-you are the rock-」の新アレンジ・ヴァージョンがボーナストラックとして収録。
当初は8月3日が発売予定日だったが、都合により2週間遅れで発売された。
当時のアルバム『ONE -Venus of Rock-』収録前に『STARTING OVER 〜BEST HIT OF THE ALFEE〜』1曲目収録のメドレーの最後部に本作のInstrumentalが収録された。
発売当時ライブでのサポート・ドラマーは長谷川浩二だったが、本作のレコーディングには翌年からツアーに帯同する吉田太郎が参加した。
前作『希望の橋』発売(2004年2月18日)から1年半(正確には546日)経過しており、EXPRESS Virgin Music移籍後では一番長い間隔が開いたシングル発売となった（ポニーキャニオン在籍時は735日経過がある）。
また、前作発売後、本作発売迄の間に、既存曲の新録音は行われたが純粋な新譜発表は一切行われなかった。1983年のブレイク後に限れば一番長い期間新譜発表が行われなかったことになる(ブレイク前を含めた場合、1975年7月25日のアルバム「青春の記憶」発売から1979年1月21日のシングル「ラブレター」発売までの1276日が最長)。

## 収録曲
全曲　作詞・作曲：高見沢俊彦　編曲：THE ALFEE

### 初回限定盤
1. 100億のLove Story
2. ZeRoになれ！
3. 100億のLove Story (Original Instrumental)

### 通常盤
1. 100億のLove Story
2. ZeRoになれ！
3. (Bonus Track)悲しみが消える時'05
4. 100億のLove Story (Original Instrumental)

## 関連作品
- 『40th Anniversary 2014 Video Clips Ⅱ+（Blu-ray Edition）』（2014年8月6日） - 「100億のLove Story」のプロモーションビデオを収録。